# 汪偉 (崇禎進士)
汪偉（？年—1644年），字叔度，號長源，直隸休寧縣人，寄籍上元縣。明末翰林，北京城破後自殺殉國。

## 生平
天啓七年（1627年）舉丁卯科應天鄉試，崇禎元年（1628年）聯捷進士。官慈谿縣知縣。思宗因國家紛亂，而朝臣為詞林起家，不習吏事，特改舊例，選取治行卓絕者入翰林院。汪偉因此擢檢討，請假歸里。還朝，充東宮講官。十六年任会试同考官。
崇禎十七年（1644年）春，李自成大軍陷京師。汪偉歸家，將幼子託付其弟，身著新衣，与妻耿氏自縊殉國。贈少詹事，諡文烈。清朝賜諡文毅。《明史》有傳。